# Dirty Blondes from Beyond
Dirty Blondes from Beyond ist ein US-amerikanischer Erotikfilm des Regisseurs Fred Olen Ray unter dem Pseudonym Nicholas Medina, der 2012 als Fernsehproduktion für die Senderkette Cinemax gedreht wurde.

## Handlung
Der Planet Byfrexia wird von zerstörerischen Stürmen geplagt, weshalb Prinzessin Farra ein Abkommen mit der vulvianischen Kaiserin Krella schließen möchte. Gemeinsam soll eine Technologie zur Kontrolle des Wetters entwickelt werden. Bei Ankunft lässt Krella jedoch den Planeten durch ihre Flotte angreifen und die Farra muss mit Hilfe ihrer Leibwächterin Vema fliehen. Aufgrund von technischen Problemen müssen die beiden auf ihrer Flucht vor Kaiserin Krella auf der Erde notlanden. Da Männer auf dem Planeten Byfrexia unbekannt sind, werden selbige als Dreibeiner identifiziert. 
Commander Tharis wird von ihrer Kaiserin Krella auf die Erde geschickt, um die beiden Flüchtigen einzufangen. Nachdem sie schließlich fündig geworden ist, wird Tharis jedoch klar, dass sie nicht mehr benötigt würde, sobald Krella die Prinzessin von Byfrexia als Gefangene hätte. Deshalb kehrt sie auf das Raumschiff zurück und berichtet, dass die Prinzessin tot und die Atmosphäre der Erde giftig sei.

## Hintergrund
Produziert wurde der Film von der Produktionsgesellschaft Retromedia Entertainment für die Senderkette Cinemax. Er wurde ab Frühjahr 2012 mehrfach zu festen Uhrzeiten und „on demand“ ausgestrahlt.
Im Mai 2012 wurde er auf DVD veröffentlicht.

## Rezeption
Tars Tarkas bewertet den Film in einer ausführlichen Besprechung durchgehend positiv mit 9 von 10 Punkten.